# Campeonato Paranaense de Futebol de 2012 - Segunda Divisão
A Divisão de Acesso do Campeonato Paranaense de Futebol 2012, foi a 42ª edição da competição, a qual contou com a participação de 10 clubes. Sua organização, foi de competência da Federação Paranaense de Futebol.
Foram promovidos, o Paraná Clube e o Nacional, para a primeira divisão do Campeonato Paranaense 2013, sendo que GRECAL e Cascavel, foram rebaixados para a Terceira divisão de 2013.

## Regulamento
- Na primeira fase do campeonato, todas as equipes se enfrentam em turno e returno. Caso um dos clubes vença os dois turnos, será considerado campeão antecipado, ficando dispensadas as demais fases da competição. Havendo campeão antecipado, o vice-campeão será o segundo com melhor classificação geral nos dois turnos alcançando junto ao campeão o acesso à Série Ouro 2013.

- Na segunda fase as quatro melhores equipes classificadas disputaram jogos em confronto direto, os enfrentamentos ocorrem em duas partidas, com os campeões de turnos tendo o mando de campo da segunda partida, conforme tabela de jogos sendo que os vencedores obtém vaga direta para a Primeira Divisão de 2013 e para a final do campeonato, sendo esta disputada em três jogos.

## Participantes em 2012
| Equipe                 | Cidade               | Em 2011           | Estádio                       | Capacidade    | Títulos (mais recente) | Participações |
| ---------------------- | -------------------- | ----------------- | ----------------------------- | ------------- | ---------------------- | ------------- |
| Cascavel CR            | Cascavel             | 12º (Série Ouro)  | Olímpico Regional             | 28.125        | 0 (não possui)         | 5             |
| Engenheiro Beltrão     | Engenheiro Beltrão   | 14º (Série Ouro)  | João Cavalcante de Menezes    | 2.340         | 1 (2004)               | 3             |
| Cincão                 | Londrina             | 2º (Série Bronze) | VGD Estádio do Café           | 10.000 31.019 | 0 (não possui)         | 1             |
| Foz do Iguaçu          | Foz do Iguaçu        | 7º (Série Prata)  | Estádio do ABC                | 12.565        | 0 (não possui)         | 9             |
| Maringá FC             | Maringá              | 3º (Série Prata)  | Willie Davids                 | 21.600        | 0 (não possui)         | 2             |
| Grêmio Maringá         | Maringá              | 4º (Série Bronze) | Willie Davids                 | 21.600        | 1 (2001)               | 4             |
| GRECAL                 | Campo Largo (Paraná) | 3º (Série Bronze) | Estádio Atílio Gionedis       | 10.000        | 0 (não possui)         | 1             |
| Junior Team            | Londrina             | 1º (Série Bronze) | Estádio do Café               | 10.000        | 0 (não possui)         | 1             |
| Portuguesa Londrinense | Londrina             | 5º (Série Prata)  | Estádio do Café* Uady Chaiben | 31.019 3.000  | 1 (2006)               | 9             |
| Paraná Clube           | Curitiba             | 11º (Série Ouro)  | Vila Capanema                 | 20.083        | 0 (não possui)         | 1             |
| Nacional               | Rolândia             | 4º (Série Prata)  | Erich George                  | 2.200         | 2 (2008)               | 19            |
| Serrano                | Prudentópolis        | 3º (Série Prata)  | Newton Agibert                | 3.500         | 1 (2009)               | 1             |

Em virtude da desistência do Iguaçu Agex e do FC Cascavel, respectivamente 7º e 8º colocado em 2011, GRECAL e Grêmio Maringá, 3º e 4 º colocados da Série Bronze, foram promovidos a Série Prata 2012.

## Primeiro Turno
| Classificação | Classificação  | Classificação | Classificação | Classificação | Classificação | Classificação | Classificação | Classificação | Classificação | Classificação | Classificação | Classificação |
| Pos           | Times          | Pts           | J             | V             | E             | D             | GP            | GC            | SG            | %             |               |               |
| ------------- | -------------- | ------------- | ------------- | ------------- | ------------- | ------------- | ------------- | ------------- | ------------- | ------------- | ------------- | ------------- |
| 1             | Paraná Clube   | 25            | 9             | 8             | 1             | 0             | 25            | 8             | 17            | 92,5%         |               |               |
| 2             | Junior Team    | 16            | 9             | 5             | 1             | 3             | 12            | 13            | -1            | 59,2%         |               |               |
| 3             | Cincão         | 16            | 9             | 4             | 4             | 1             | 12            | 9             | 3             | 59,2%         |               |               |
| 4             | Cascavel       | 13            | 9             | 3             | 4             | 2             | 18            | 13            | 5             | 40,7%         |               |               |
| 5             | Nacional       | 11            | 9             | 3             | 2             | 4             | 9             | 10            | -1            | 37%           |               |               |
| 6             | Foz do Iguaçu  | 10            | 9             | 3             | 1             | 5             | 12            | 12            | 0             | 37%           |               |               |
| 7             | Grêmio Maringá | 9             | 9             | 3             | 0             | 6             | 11            | 17            | -6            | 33,3%         |               |               |
| 8             | Maringá FC     | 9             | 9             | 2             | 3             | 4             | 9             | 11            | -2            | 33,3%         |               |               |
| 9             | Serrano        | 8             | 9             | 2             | 2             | 5             | 10            | 16            | -6            | 29,6%         |               |               |
| 10            | GRECAL         | 8             | 9             | 2             | 2             | 5             | 13            | 22            | -9            | 29,6%         |               |               |

|  |                            |
|  | Campeão do Primeiro Turno. |

### Confrontos
Para ler a tabela, a linha horizontal representa os jogos da equipe como mandante. A coluna vertical indica os jogos da equipe como visitante.
Resultados estão em verde.
|                | CAS | CIN | FOZ | MAR | GMA | GRC | JUN | PAR | NAC | SER |
| -------------- | --- | --- | --- | --- | --- | --- | --- | --- | --- | --- |
| Cascavel       | —   | *   | *   | *   | *   | 3x1 | *   | 0x1 | 0x0 | 6x0 |
| Cincão         | 2x2 | —   | 2x2 | *   | 3x1 | *   | *   | *   | 1x0 | *   |
| Foz do Iguaçu  | *   | *   | —   | *   | *   | 6x1 | 0x1 | 0x1 | *   | 1x0 |
| Maringá FC     | *   | 1x1 | 3x1 | —   | 0x1 | *   | *   | 1x4 | *   | *   |
| Grêmio Maringá | 2x5 | *   | 0x2 | *   | —   | *   | *   | 1x2 | 2x0 | *   |
| GRECAL         | *   | 0x1 | *   | 1x1 | 1x2 | —   | 2x1 | *   | *   | 4x2 |
| Junior Team    | *   | 0x1 | *   | 1x0 | 2x1 | *   | —   | *   | 2x0 | 2x1 |
| Paraná Clube   | *   | 2x0 | *   | *   | *   | 5x2 | 6x1 | —   | *   | 3x2 |
| Nacional       | 4x2 | *   | 1x0 | *   | *   | 1x1 | *   | 1x1 | —   | *   |
| Serrano        | 1x0 | 1x1 | *   | *   | 2x1 | *   | *   | *   | 1x0 | —   |

## Segundo Turno
| Classificação | Classificação  | Classificação | Classificação | Classificação | Classificação | Classificação | Classificação | Classificação | Classificação | Classificação | Classificação | Classificação |
| Pos           | Times          | Pts           | J             | V             | E             | D             | GP            | GC            | SG            | %             |               |               |
| ------------- | -------------- | ------------- | ------------- | ------------- | ------------- | ------------- | ------------- | ------------- | ------------- | ------------- | ------------- | ------------- |
| 1             | Paraná Clube   | 21            | 9             | 7             | 0             | 2             | 19            | 10            | 9             | 77,7%         |               |               |
| 2             | Cincão         | 17            | 9             | 5             | 2             | 2             | 23            | 14            | 9             | 62,9%         |               |               |
| 3             | Nacional       | 16            | 9             | 5             | 1             | 3             | 10            | 11            | -1            | 59,9%         |               |               |
| 4             | Serrano        | 13            | 9             | 3             | 4             | 2             | 13            | 16            | -3            | 48,7%         |               |               |
| 5             | Foz do Iguaçu  | 12            | 9             | 3             | 3             | 3             | 19            | 12            | 7             | 44,4%         |               |               |
| 6             | Maringá FC     | 12            | 9             | 3             | 3             | 3             | 19            | 12            | 7             | 44,4%         |               |               |
| 7             | Cascavel       | 11            | 9             | 3             | 2             | 4             | 20            | 11            | 9             | 44,4%         |               |               |
| 8             | Grêmio Maringá | 11            | 9             | 3             | 2             | 4             | 16            | 21            | -5            | 40,7%         |               |               |
| 9             | Junior Team    | 10            | 9             | 2             | 4             | 3             | 10            | 15            | -5            | 40,7%         |               |               |
| 10            | GRECAL         | 0             | 9             | 0             | 0             | 9             | 6             | 28            | -22           | 0%            |               |               |

|  |                           |
|  | Campeão do Segundo Turno. |

### Confrontos
Para ler a tabela, a linha horizontal representa os jogos da equipe como mandante. A coluna vertical indica os jogos da equipe como visitante.
Resultados estão em verde.
|                | CAS | CIN | FOZ | MAR | GMA | GRC | JUN | PAR | NAC | SER |
| -------------- | --- | --- | --- | --- | --- | --- | --- | --- | --- | --- |
| Cascavel       | —   | 0x2 | *   | *   | 5x1 | *   | *   | *   | 0x0 | 6x0 |
| Cincão         | *   | —   | *   | 4x3 | *   | 4x1 | 5x1 | 1x2 | *   | 1x1 |
| Foz do Iguaçu  | 2x2 | 1x2 | —   | 0x0 | 3x1 | *   | *   | *   | 4x1 | *   |
| Maringá FC     | 2x1 | *   | *   | —   | *   | 3x1 | 3x3 | *   | 2x3 | 1x1 |
| Grêmio Maringá | *   | 3x3 | *   | 3x1 | —   | 2x0 | 1x1 | *   | *   | *   |
| GRECAL         | 2x6 | *   | 0x5 | *   | *   | —   | *   | 0x3 | 1x2 | *   |
| Junior Team    | 1x0 | *   | 2x1 | 3x3 | *   | 7x0 | —   | 1x3 | *   | *   |
| Paraná Clube   | 1x0 | *   | 2x1 | 2x5 | 4x1 | *   | *   | —   | 2x0 | *   |
| Nacional       | *   | 2x1 | *   | *   | 1x0 | *   | 1x0 | *   | —   | 0x1 |
| Serrano        | *   | *   | 2x2 | *   | *   | 3x1 | 1x1 | 1x0 | *   | —   |

## Classificação Geral
Atualizado em 16 de julho.
| Classificação | Classificação  | Classificação | Classificação | Classificação | Classificação | Classificação | Classificação | Classificação | Classificação | Classificação | Classificação | Classificação |
| Pos           | Times          | Pts           | J             | V             | E             | D             | GP            | GC            | SG            | %             |               |               |
| ------------- | -------------- | ------------- | ------------- | ------------- | ------------- | ------------- | ------------- | ------------- | ------------- | ------------- | ------------- | ------------- |
| 1             | Paraná Clube   | 46            | 18            | 15            | 1             | 2             | 44            | 18            | 26            | 85,1%         |               |               |
| 2             | Nacional       | 27            | 18            | 8             | 3             | 7             | 19            | 21            | -2            | 50%           |               |               |
| 3             | Cincão[a]      | 25            | 18            | 9             | 6             | 3             | 35            | 23            | 12            | 46,6%         |               |               |
| 4             | Junior Team[b] | 24            | 18            | 8             | 4             | 6             | 29            | 28            | 1             | 44,4%         |               |               |
| 5             | Foz do Iguaçu  | 22            | 18            | 6             | 4             | 8             | 32            | 24            | 8             | 40,7%         |               |               |
| 6             | Serrano        | 21            | 18            | 5             | 6             | 7             | 23            | 32            | -9            | 38,8%         |               |               |
| 7             | Maringá FC     | 21            | 18            | 5             | 6             | 7             | 29            | 29            | 0             | 38,8%         |               |               |
| 8             | Grêmio Maringá | 20            | 18            | 6             | 2             | 10            | 27            | 38            | -11           | 37%           |               |               |
| 9             | Cascavel[c]    | 18            | 18            | 6             | 6             | 6             | 38            | 24            | 14            | 33,3%         |               |               |
| 10            | GRECAL         | 8             | 18            | 2             | 2             | 14            | 19            | 57            | -38           | 14,8%         |               |               |

- a ^  O Cincão foi punido pelo Supremo Tribunal de Justiça Desportiva (STJD) com a perda de oito pontos e multa de R$ 400, por escalar de forma irregular o volante Wallace em dois jogos.[4]
- b ^  O Junior Team ,foi punido pelo Supremo Tribunal de Justiça Desportiva (STJD) ,acusado de escalar de forma irregular o meia Matheus na partida contra o Nacional.
- c ^  A equipe do Cascavel  perdeu seis pontos após julgamento no TJD-PR, sendo rebaixada para a terceira divisão de 2013.

|  |                                             |
|  | Campeão e promovido a Série Ouro 2013.      |
|  | Promovido a Série Ouro 2013.                |
|  | Rebaixados para a Terceira Divisão de 2013. |

## Premiação
| Campeonato Paranaense de Futebol - Divisão de Acesso 2012 |
| --------------------------------------------------------- |
| Paraná Clube Campeão (1º título)                          |

## Artilharia[5]
| Gols | Jogador          | Time           |
| ---- | ---------------- | -------------- |
| 11   | Irineu           | Cascavel       |
| 10   | Clênio           | Nacional       |
| 8    | Bahia            | Cincão         |
| 8    | Jânio            | Junior Team    |
| 8    | Getterson        | Cincão         |
| 7    | Wudson           | Grêmio Maringá |
| 7    | Wellington Silva | Paraná         |
| 7    | Rodrigo          | Junior Team    |
| 7    | Cleiton Mineiro  | Foz do Iguaçu  |
| 6    | Thiago Henrique  | Grêmio Maringá |
| 6    | Souza            | Grêmio Maringá |
| 6    | Rincón           | Cascavel       |
| 6    | Geovanildo       | Cascavel       |
| 5    | Osmar            | Foz do Iguaçu  |